# Anopheles tchekedii
Anopheles tchekedii este o specie de țânțari din genul Anopheles, descrisă de Meillon și Herbert Sefton Leeson în anul 1940. Conform Catalogue of Life specia Anopheles tchekedii nu are subspecii cunoscute.